# 逆境ナイン
『逆境ナイン』（ぎゃっきょうナイン）は島本和彦による漫画、およびそれを原作とした映画。「GK9」とも略される。
『月刊少年キャプテン』（徳間書店）において、1989年から1991年まで連載された。全28話。
スポ根とギャグの要素を含む野球漫画。主人公「不屈闘志」と全力学園野球部が次々と襲いかかる逆境に立ち向かい、甲子園優勝をめざす姿を描く。男の生きかた・男らしさを追求した内容と、徹底して常識外れな展開が特徴。
続編に『ゲキトウ』がある。また、作者自身が同人誌でパロディ版や番外編を数作発表している。
2005年に実写映画化。またノベライズ小説『平成の偉人伝シリーズ 試験に出る不屈闘志物語 112対0からの大逆境克服』が発行された。

## 概要
主人公不屈闘志ら全力学園野球部に次々と襲い掛かる、あまりにも非現実的な「逆境」に対し、不屈らがその名通りの不屈の闘志で乗り越えていくという、「熱血」漫画。
いわゆるスポ根漫画のパロディとして、野球漫画の枠を超えるナンセンスで破天荒な展開が多く、作者自身は本作品を「ギャグ漫画」と定義している。一方で作中人物たちはこうした状況展開にきわめて真剣に向き合っており、（それ自体がギャグ表現でもあることとは別に）読者が登場人物に感情移入して読めば純粋な熱血物語として機能するという側面も持っている。
物語の展開軸としては、スポ根路線を見せつつも、同時に少年漫画のバトル系作品でよく見られ、読者から批判の対象となる「パワーインフレ」と呼ばれる現象を、ある意味では逆手にとった展開を見せる。逆境が訪れる度に主人公が「これが逆境だ!!」と叫び、その度にパワーアップや新魔球を会得する展開になり主人公が強化される、あるいは主人公が驚異的な能力を発揮して逆境を跳ね返すのは、バトル漫画の「パワーインフレ」と何も変わらないが、本作品ではこれを見事にギャグとして昇華させている。
登場人物がしばしば放つポジティブでインパクトのある名ゼリフは、人生訓的で多くの場面に引用しうるもので、こうした教訓的表現は後の多くの作品にも引き継がれ『炎の言霊』シリーズのような漫画表現を離れた名言集として纏められるほどの展開を見せ、また『大熱言』のように人生訓そのものを描いた作品を生む土壌ともなった。連載期間中には本作品に関連した活字企画「逆境人生相談」も併載されており、ここでも作者自身が登場人物同様に力強く男らしい精神論で読者の人生相談に答えている。この時の漫画的な作者像が同時期の『燃えよペン』にも反映され、また後年のラジオ・パーソナリティとしてのキャラクター性に大きな影響を与えた。
単行本は少年キャプテンコミックス全6巻（徳間書店刊、絶版）、ワイド版の少年キャプテンコミックススペシャル全4巻（徳間書店刊、絶版）、復刻版の小学館サンデーGXコミックス全6巻（小学館刊）がある。小学館サンデーGXコミックス版の第6集には初回限定の「特別版」があり、作者原案によるオリジナルエピソードを含むドラマCDが同梱されている。
続編として同作の十数年後を舞台に、妻子持ちとなった主人公不屈闘志が怪我で引退したプロ野球にカムバックする姿を描く『ゲキトウ』がイブニング（講談社）に連載されたが、中途打ち切りとなっている。作者は、大量の声があれば復活すると発言している。
実写映画としてアスミック・エースエンタテインメントによる『逆境ナイン』が2005年7月2日、全国の劇場にて上映開始された。
ノベライズ版に『平成の偉人伝シリーズ 試験に出る不屈闘志物語 112対0からの大逆境克服』（藤谷治著・2005年小学館刊）がある。
2008年には三洋物産から本作品とタイアップしたパチスロが登場している。

## 登場人物
※声優名はドラマCD版

### 全力学園高等学校
不屈闘志（ふくつ とうし）
声：櫻井孝宏 / 演：玉山鉄二
5番ピッチャー、背番号1、3年生
主人公。左投右打。
全力学園高校野球部キャプテン。その名の通り不屈の闘志を持ち、逆境に追い込まれるたびその力を増大させる。部員を強引なまでに引っぱる熱血漢だが、その性格上、窮地で励まされると弱気になり、逆に諦めの言葉に反応し、打ち消そうと奮起する（月田曰く「あまのじゃく」な）一面もある。地区大会3回戦前後、誤解からキャプテンの座を降ろされ補欠となる（背番号10）が、地区大会準決勝戦でピッチャーに返り咲く。襲いかかる逆境の中で「男球」「全力スペクトル」などの魔球を生み出した。本選決勝直前に記憶喪失になるが、さらに男として大きく成長する。
初期ではノックのシーンや、夢の中では左打だったが、駄麻下商業戦から右打に変わっていた。鉛筆は右手、食事の際は左手を使う描写があるため、両利きだと思われる。
作中に不屈が4番を打った描写は無いが、なぜか終盤「ピッチャーで4番」と発言した。(新装版では｢ピッチャーで5番｣と修正されている)
サカキバラ・ゴウ
声：池田秀一 / 演：田中直樹
顧問
「特に実践の歴史を得意とする」社会科教師。野球については門外漢だが、不屈に実践的かつ豊富な人生訓知識をかわれ部長として指名される。校長も一目置く男だが、酒を飲むと手が付けられない酒乱。大会中に強力学園に転勤となり、全力ナインのライバルとして立ちふさがる。
後に、本作品の担当編集者はこの名前をもじって自分のペンネームとし、ササキバラ・ゴウとして評論家デビューした。
映画では榊原剛の名で登場。設定も「元日本代表。ただしセパタクローの」という触れ込みだった。
校長
声：内海賢二 / 演：藤岡弘、
全力学園の校長で、生徒に対して常に妥協と怠惰を許さない。たるんだ野球部に廃部を突きつけるが、逆境をものともしない不屈の闘志にほれ込み、その成長を厳しくかつ暖かく見守る。
ハギワラ・リョウ
声：諏訪部順一
控えピッチャー、背番号11、2年生
親の都合で黒風高校から転校（当時はキャプテン、ピッチャーで背番号1）。右投右打。黒風高校時代に全力ナインと練習試合で熱戦を繰り広げ、以来不屈と意気投合する。侠気あふれる男だが、けんかっ早く、時には不屈以上に無茶な行動を取って周囲をひやひやさせる。カント曰く「不屈に匹敵する速球の持ち主」であり、不屈の不在時にはピッチャーを務め好投。本選決勝では男球を身に付けた。不屈補欠時代は背番号1番。月田明子とは中学時代の同級生で友達以上恋人未満の関係。家が貧しいせいか、荒っぽい性格の割りに金銭感覚は堅実。
新屋敷章（しんやしき あきら）
声：伊藤健太郎 / 演：青木崇高
1番→2番ショート、背番号6→2番セカンド、背番号4、3年生
右投右打。自宅の窓に大々と「恋人募集中!!」と自身の連絡先を貼るなど、野球部きっての好色漢で、野球よりも女性をとるタイプ。しかし不屈とともに熱戦を超える中で、野球魂に開眼していく。
山下鉄男（やました てつお）声：羽多野渉 / 演：栩原楽人
9番→7番、ライト、背番号9、1年生
右投右打。小柄で犬顔、関西弁の部のマスコット的存在だが走力は抜群。練習をサボってまでテスト勉強をすることもあったが、それが功を奏して野球部6人が脱落した中間テストを悠々突破したことも。
前述の中間テスト後、校内レース対決を挑んできた平と山根に持ち前の走力で勝利し、二人を入部まで漕ぎ着ける。
モデルは作者のアシスタント（当時）で、後に「少年マガジン」でデビューした山下てつお。
日の出商戦では、気絶した不屈に代わりピッチャーをつとめた。
亀谷万念（かめや まんねん）
3番ファースト、背番号3、3年生
右投右打。王貞治の熱狂的ファンで、好物は亀屋万年堂の「ナボナ」「森の詩」、アサヒ飲料の「J.O.」、さらにはボールボーイだった父親を経由して王が現役時代に使用していたバットを所有している。抜群の野球センスを持ちながら「野球は観る主義」だったが、不屈との一打席勝負に敗れてからは、「王二世」として王の精神・生きざまを追い、さらには追い抜くことを決意し、野球部に入部する。以降は全力学園の主砲として、一本足打法（ただし右打ち）を武器に3試合10本塁打の活躍でチームの決勝進出に貢献、高田からも「いやなバッターだ」と一目置かれる強打者となる。
モデルも王貞治本人で、好物も王が出演したCMにちなむもの。名前も同じく亀屋万年堂から。
長嶋茂（ながしま しげる）
4番サード、背番号5、2年生
右投右打。亀谷の同士で、同じように長嶋茂雄の熱狂的ファンだったが、亀谷の入部後、彼の「869本目の本塁打」に掛ける熱い決意にほれて後を追うように野球部に入部。
亀谷と比べて試合での描写は少ないが、日の出商戦では長嶋を彷彿とさせる豪快な三塁守備を披露する。
やはり、モデルは長嶋茂雄本人。
月田明子（つきた あきこ）
声：堀江由衣 / 演：堀北真希
マネージャー、2年生
快活で責任感もあるが、やや天然ボケ。かつて帰宅部時代、練習のしすぎで倒れた不屈を保健室に運んだ際に、彼女の器を見込んだ不屈に誘われマネージャーに就任した。
普段は浮き沈みの激しい不屈の言動に振り回されるが、彼女の行動が（意図と異なる形ながら）不屈の奮起に繋がることもあり、結果的に不屈の数少ない制御役も果たしている。
映画では原作に登場した桑原真美子が未登場のため、不屈が恋に落ちる相手は月田になっている。
桑原真実子（くわばら まみこ）
声：田中理恵
不屈が一目惚れした美少女。不屈かかりつけの医者の娘だった関係から不屈と親しくなり周囲にあらぬ誤解を生みもしたが、後に不屈に想いを寄せる。
モデルは酒井法子。名前と性格のモデルは当時打ち合わせに使っていたファミレスのウェイトレス（作者が性格の良さに惚れ込んだらしい）。
源完人（みなもと かんと）
6番キャッチャー、背番号2
右投右打。通称カント。校長の甥で、部員不足の折にどこからともなく現われ入部した。不屈の補欠時代はチームきっての理性派としてナインを率いるが、日の出商戦を前に自分の限界を知り、以後は裏方に徹する。
安藤トロワ（あんどう トロワ）
部長
社会科教師。軽薄な性格の美人で、不屈らに水をさす発言が多い。産休をとっていた（ただの勘違い）。甲子園出場のお祭り騒ぎに慌てて復職したが、結果的に産休補助だったサカキバラを他校に追い出す形となり、新たなピンチを呼んた。名前はコミックスには登場しないが、連載中の人物紹介欄では名前が表示されていた。
山根小太郎（やまね こたろう）
8番レフト、背番号7
右投右打。通称ネコ。山下との校内レース対決に敗れるも意気投合し、野球部に入部。猫のような外見と本当に猫科動物のような行状で親に心配をかけたが、野生の力を野球に転化して名プレイヤーとなる。両親も猫そっくりな外見に描かれている。
平棚彦（たいら たなひこ）
1番センター、背番号8
右投右打。元はバイク狂だったが、山下との校内レース対決に敗れ意気投合し、野球部に入部。バイクは売り払われた。
花
9番ショート、背番号6
右投。 部員不足のおりにどこからともなく現われ入部した。作中では最後まで影が薄く、名前すらはっきりとしていない。
後藤健（ごとう たけし）
声：吉野貴宏 / 演：出口哲也
2番ファースト、背番号3、2年生
右投。 男らしい外見と言動をするが、不屈の「三倍練習」に音を上げて休むなど、案外意志は弱い。中間テストで赤点を取り、補習のため高校野球大会から脱落。特に活躍しないまま消えていった。
大石倉助（おおいし くらすけ）
声：平勝伊 / 演：柴田将士
4番キャッチャー、背番号2、3年生
右投右打。不屈のことを｢闘志｣と唯一、下の名前で呼ぶ親密な関係を持つ、女房役。中間テストで赤点を取り、補習のため高校野球大会から脱落。以後ほとんど登場せず。
小林孝志（こばやし たかし）
声：河野裕 / 演：寺内優作
7番セカンド、背番号4→背番号10、3年生
右投右打。中間テストで赤点を取り、補習のため高校野球大会から脱落するも他の部員より早く復帰。地区予選決勝からメンバーに戻るが、不屈の復帰後は補欠に。
古家秀明（ふるや ひであき）
声：武藤正史 / 演：土倉有貴
5番レフト、背番号7、1年生
右投右打。全力ナイン唯一の美少年。中間テストで赤点を取り、補習のため高校野球大会から脱落。以後登場せず。映画では、脱落せず試合に出ている。
南洋（みなみ ひろし）
声：根津貴行 / 演：坂本真
6番サード、背番号5、1年生
右投。数学で赤点をとり、大事な試合にあわや登板できない事態となり不屈の肝を冷やさせた。その後の中間テストでも赤点を取り、補習のため高校野球大会から脱落。以後登場せず。
横山直也（よこやま なおや）
声：田島裕也 / 演：堺沢隆史
8番センター、背番号8、1年生
右投。不屈のためにバイトを蹴って店長からクビを言い渡される。後に中間テストで赤点を取り、補習のため高校野球大会から脱落。以後登場せず。

### 日の出商業高等学校
圧倒的な実力をもつ甲子園常連の強豪。全力学園野球部の最大のライバルの1校。
（打順・背番号は地区予選決勝でのもの）
高田二流（たかだ ジロー）
声：森久保祥太郎
5番ピッチャー、背番号1
野球部キャプテン。右投右打。身長はとても低いがトルネード投法を使う実力者。名前は長女の名「一流美」からの流れといきおいで付けられた。その名前のためか誇り高い姉からは蔑まれていたが、憧れの人である姉に認めてもらいたい一心で日の出商キャプテンにまで昇りつめる。不屈の前に初の敗北を喫するが、人間的には一段高く成長した。以後不屈の同士として全力学園野球部に協力するようになる。
勝木強（かちき つよし）
8番キャッチャー、背番号2
野球部第2キャプテン。自分の負けを意識することがない性格で、人呼んで「負けず嫌いの勝木」。不屈との死闘で完敗するも、その性格と自信にあふれた弁舌で不屈に敗北感を植え付けた。地区予選決勝では試合中、高田にその傲慢な態度をとがめられ交代させられている。
一部名前のルビがかつきになっている。一部電光掲示板で8番が伊加利屋（背番号7）になっている（※作者のミス）。
星野（ホシノ）
1番レフト、背番号7
右打。強打者だが、独特の低い弾道でピッチャーの顔面を直撃、再起不能にするピッチャー返しを得意とし、ピッチャーを撃破するたびバットに星マークを描く不敵な男。最初の対戦では初球で不屈を気絶させ、全力ナインを最大のピンチに陥れたが、復帰した不屈の男球を振り抜こうとして失敗、自分が再起不能となる。
馬力（バリキ）
8番キャッチャー、背番号22
地区予選決勝で勝木に代わってキャッチャーとなった選手。
弾凱
1番、背番号15
地区予選決勝で負傷した星野と交代した選手。
有馬（アルバ）
2番ファースト、背番号3
雷神具武愛也（ライジング ファイヤー）
3番、背番号8
無頼（ブライ）
5番、背番号6
村雨（ムラサメ）
6番、背番号5
天王丸（テンノウマル）
7番、背番号4
雷神具三打（ライジング サンダー）
9番、背番号9
七転ヤオキ（ナナコロビ ヤオキ）
厳しい練習と態度の鬼監督。よみがえった全力ナインの猛攻にも取り乱さず、冷静に戦力を分析し余裕の態度を崩さなかったが、その余裕が仇となる。終盤、猛攻で逆転されていく様子を見て、ベンチの壁に甲子園大会の優勝旗の絵を描き始め、気が狂ってしまう。

### 強力学園高校
不屈とそっくり同じ性格・根性のメンバーが11人いる驚異の高校。弱小野球部だったが廃部の決定に奮起して本選決勝に進出。全力学園野球部と死闘を繰り広げた。
無敵勇士（むてき ゆうじ）
9番ピッチャー、背番号1
左投左打（右打?）。野球部主将。男球を使えないという弱点を克服するため、本選準決勝であえて100点差をつけられその逆境から男球を身に付けた。打席の描写はないが、最終話で左打者用のヘルメットを被っているところから、左打だと考えられる（が、パワプロアプリでは右打になっている）。
底力（そこぢから）
3番キャッチャー、背番号2
激闘
2番、背番号3
武士道
4番、背番号6
逆転
5番、背番号7
必殺
6番、背番号9
炎尾
7番、背番号8
根気
8番、背番号4

### その他
不屈根性（ふくつ こんじょう）
不屈闘志の父。55歳。不屈に幼い時から熱い根性を叩き込み、迷った時にはその道を正す偉大な魂をもつ男。モデルは三船敏郎。
不屈撫子（ふくつ なでしこ）
不屈闘志の母。
不屈大和（ふくつ やまと）
不屈闘志の祖父。77歳。
不屈男児（ふくつ だんじ）
不屈闘志の兄。27歳、警察官。高校生時代、実戦空手の100人抜き組手を果たした猛者。
不屈卑弥呼（ふくつ ひみこ）
不屈闘志の姉。25歳。
不屈乙女（ふくつ おとめ）
不屈闘志の妹。中学2年生。
高田一流美（たかだ いるみ）
元体力高校チアガール。高田二流の姉。プライドが必要以上に高く、親は泣いている。
山路険（やまじ けわし）
4番、ピッチャー、背番号1
元体力高校野球部。作中の4年前、高校野球大会決勝でサヨナラホームランを浴び敗北するも、決して弱音を吐かず笑ってみせた一流の男。その姿に高田一流美が惚れ込み、後に婚約に至る。
桑原（くわばら）
桑原真実子の父で、桑原医院院長。医師の冷静さと男の魂をもつ好漢。モデルはシルヴェスター・スタローンで、そのため作中でも必然性なくボクシングに通じている。
ザッシュ1号（ザッシュいちごう）
桑原真実子の愛犬で、『炎の転校生』からのゲスト出演。
タバカリ
5番、ピッチャー、背番号1
駄麻下（だました）商業高等学校野球部。
右投。部員とともにニセ情報を流し全力ナインを追い込むが、気迫負けで猛打を浴び敗北。
落田（おちた）
ピッチャー
右投。砦二高（とりでにこう）選手。前年の優勝投手でフォークを得意とするが、作中では不屈の夢にのみ登場。
高木（たかぎ）
ピッチャー
右投。ガッツ高選手。不良生徒だったが教師の熱意ある指導で更生。しかし日の出商の前に大敗北を喫し、観客をいたたまれない気持ちにさせた。

## 用語
逆境
思うようにならない境遇や不運な境遇のこと。すべてが思いどおりにいかない不運な境遇のこと。自分の甘い予想とはうらはらにとてつもなく厳しい状況においつめられた時のこと。男の成長に必要不可欠なもの。
男球（おとこだま）
球に魂を込める必殺の魔球（気球）。あまりの気迫にボールが顔を持ち咆哮するかのように見える。地区予選決勝にて不屈が編み出した。初期は直球のみだったが、一回り成長した不屈は男球の変化球を投げられるようになった。
全力スペクトル
全力七光と書くことも（読みは同じ）。不屈闘志最初の魔球。実質的には単なるチェンジアップだが、モーションのあまりの迫力に相手は思わず凄いスピードボールを想定して早めにバットを振ってしまう。ボールに「親の七光り」を与えるという意味からこの名が付いた。亀谷万念との対決で使われたが、以後使用されたことはない（ただし、藤田和日郎との合作である外伝では、1度使用）。

## おもな逆境
- 廃部決定 - 校長から野球部の廃部を通告される（第1話）
- レギュラー7名脱落・ピッチャー利き腕にけが - 試合を前にし、レギュラー9名のうち7名が怪我や病気・心理的問題などで休場。ピッチャーの不屈も利き腕を脱臼する（第1話～第2話）
- 部員残り4人 - 地区大会2回戦直前で部員6名が赤点をとり、補習のため高校野球大会出場が不可能に。部員は全員で4人となる（第6話）
- キャプテンの信用失墜 - 怪我の療養から試合を休んだ不屈が、女にうつつを抜かし試合をさぼったとあらぬ誤解を受けどん底に落ちる（第8話）
- 112対3 - 地区大会決勝、不屈が気絶から目覚めると、9回表で109点差がついていた（第14話）
- 残り54点差で試合続行不可能 - 地区大会決勝、点差を54まで詰めるもナインが不屈とケガをしているハギワラを残し全員疲労でダウン（第18話）
- 部長退部 - 精神的支柱だったサカキバラが転勤、代わりに不屈らとそりの合わない安藤が部長になる（第22話～第23話）
- 敵は11倍強い - 決勝戦の相手強力学園野球部は11人全員不屈レベルの選手と判明する（第26話）
- かつての師が敵に - サカキバラが強力学園野球部準顧問と判明（第27話）
- キャプテンが記憶喪失 - 不屈が自動車事故にあい、試合に遅れた上記憶喪失になる（第27話）

## 戦歴
（3球勝負などの私闘は含まない）
- vs日の出商業高等学校 ○9-0 - 練習試合。雨天のため日の出商が試合放棄（ルール上試合放棄すると9対0になる）。日の出商側は翌日の大強高校戦（練習試合）の肩慣らしのつもりだったため、あっさりとこの決断をした。
- vs黒風高校 ○2-1 - 練習試合。弁当にあたって普段のプレイができずラフプレイに走る黒風と、うしろめたく本気を出せない全力とで荒れた試合になるも、最後は互いの実力勝負で決着。
- vs駄麻下商業高等学校 ○16-15 - 地区予選第1回戦。5回までに15点を入れられるが、サカキバラの喝を受け気迫で逆転。
- vs世和井 ○ - 地区予選第2回戦。スコアは不明。不屈を欠きながらも弱小の世和井に僅差で勝利。
- vs月奈見 ○11-2 - 地区予選第3回戦。完人のリードとハギワラの好投で圧勝。不屈はこのときベンチ要員。
- vs王者学園 ○ - 地区予選準決勝。スコアは不明。腕を痛めたハギワラの降板、交替した不屈の不調とトラブルが続くも、それに奮起したメンバーの必死のプレイと亀谷のサヨナラで辛勝。
- vs日の出商業高等学校 ○113-112 - 地区予選決勝。不屈が初回ピッチャー返しを受け気絶。9回表で3対112（地区予選決勝にはコールドがないため）という大差を付けられた後、復帰した不屈を軸にじりじりと得点。途中日暮れをまたいでのサスペンデッドゲーム（翌日に延期）、全力ナインのダウンと波乱続きだったが、命がけの不屈の闘志が最終的に勝負を決した。
- vs星雲高校 ○ - 大会1日目。スコアは不明。圧勝した模様。
- vs現代育英高校 ○4-0 - 大会2日目。現代育英はヒット0本。
- vs爆進高校 ○7-0 - 大会3日目。不屈の好投で相手を0点に抑える。
- vs虎の目高校 ○3-0 - 大会準決勝。不屈の好投は止まらず。
- vs強力学園高校 ○8-7 - 大会決勝。事故で不屈を欠いた試合となるもハギワラの好投で接戦に。終盤抑えのピッチャーに不屈を迎え、渾身の男球が炸裂した。

## エピソード
- 地区予選決勝で重要な役割を果たす「透明ランナー制」のルールは、実際の高校野球には存在しない[2]。作者は先輩であり野球経験のある岡崎つぐおの冗談を真に受けて執筆し、後に実在しないルールだと知らされたが、すでに描き直す時間はなく、そのまま掲載された。
- 連載以前、本作品の企画は二転三転し「メンバー全員がヒーローのサッカー漫画」の予定が予告掲載直前に野球漫画に変更になった。その時点でタイトルは「全力タイフーン」に決定したが、さらにその後第1話執筆時にタイトルも現在のものに変更されたという（ワイド版書き下ろし付録より）。
- 本作品のテーマ「逆境」は映画『日本一のホラ吹き男』主演の植木等が逆境を楽しむ姿に発想のヒントがあったとされる（ワイド版書き下ろし付録より）。
- 全力学園が所属するのは作者の出身地でもある南北海道地区である。連載当時は北海道勢の優勝は前例が無く、野球漫画ですらリアリティが無いと考えられていた。作者は本作品であえてこの暗黙の了解を破って全力学園を優勝させている。その後、偶然にも映画化の決定した2004年に駒大苫小牧が北海道勢初の優勝、さらに映画公開の2005年に同校が連覇を果たした。なお、作者は執筆当時から北海道勢の優勝は野球漫画史上初と思っていたが、後に読者の指摘でさだやす圭著『なんと孫六』が先に北海道勢の優勝を描いていたことを思い出すことになる（ラジオ『マンガチックにいこう！』より）。
- 本選1日目で全力学園と対戦した星雲高校は野球漫画『巨人の星』主人公の出身校と同名。電光掲示板にも同作の登場人物の名前が書いてある。この回のスコアボードには『ドカベン』の明訓高校、土佐丸高校、『球道くん』の青田高校、『一球さん』の巨人学園の名前も見てとれる。また審判員の名前は歴代仮面ライダーの変身前の名前（本郷・一文字・風見・南）となっている。
- 映画中の試験成績表に登場する人名のほとんどは映画関係者である。
- 映画版テーマ曲にもなった岡村孝子『夢をあきらめないで』は原作の第3話タイトルにも使われている。作者は執筆当時から同曲のファンで、映画版では悲願かなっての採用となった（ラジオ『マンガチックにいこう！』より）。
- ドラマCD版に出演した声優・田中理恵は高校時代まんが甲子園に出場し、その際に審査員を務めた島本和彦と出会っている。声優志望という当時の田中に島本は「デビューしたら自分の作品に出てもらおう」と約束。本作品のドラマCDで約束を果たした（ドラマCD制作発表時のインタビューより）。

## 映画
『逆境ナイン』は、2005年公開の日本映画。ROBOT企画・制作。
漫画を原作とした実写映画。ストーリーは原作の第1話から地区予選決勝（日の出商業戦）までをもとに再構成されている。原作での訓話的表現は比較的控え目に演出され、より喜劇面を強調した内容となっている。
原作通り目を剥く男球、威圧感の表現で巻き起こる突風や映画オリジナルの「宇宙から飛来する四字熟語が刻印されたモノリス」などのスポーツ映画らしからぬVFXも特徴。
舞台は北海道から三重県に変更されている。現地の伊勢志摩フィルムコミッションの協力もあり、伊勢うどんなど当地の社会風俗が印象的な背景として登場しているが、各シーンの地理的な繋がりは実際とは異なる。ロケ地は伊勢市・鳥羽市・志摩市が主で、試合のシーンでは伊勢市以外に津市と四日市市の野球場も使われた。全力学園の撮影には鳥羽市立鳥羽東中学校と三重県立鳥羽高校が使われた。
ROBOTの山際新平プロデューサーは志摩市（当時は志摩郡大王町）出身である。山際が育った時代は大映全盛期であり、志摩地方で大映ロケが多く行なわれていた。
約2時間の上映時間にまとめるためかハギワラや亀谷ら中途加入メンバーの存在はカットされ（エピソード自体はおおむね健在）、原作で中途脱落していた初期メンバーのままストーリーが進められる。なお、映画中盤に登場する逆境「レギュラー7名脱落」では、新屋敷と山下を除く5名のキャラクターと欠場理由の対応が原作とずらす形で配されている。
主演の玉山鉄二が右利きのためか、原作では左腕投手だった不屈闘志が、映画版では右腕投手になっている。
映画版の成り立ちは監督の羽住英一郎がROBOTの山際プロデューサーに『逆境ナイン』ドラマ化を持ちかけたことが切っ掛けで、島本和彦に依頼する際に「ドラマ」ではなく「映画」と言ってしまったことが映画化の発端となっている。映画化までのエピソードを島本が漫画化した作品『逆境に吼えろ』は本作品DVD（「全力版」）に同梱されている。

### 映画版オリジナルキャスト
- 神崎優司（かんざき ゆうじ）（演：松本実）
原作における高田二流。
- スナイパー東郷（スナイパー とうごう）（演：松崎裕）
背番号13　原作における星野。本名は東郷十三（とうごう じゅうぞう）。この名はデューク・東郷ことゴルゴ13のパロディ。
- 炎尾燃（ほのお もゆる）（演：島本和彦〈クレジットでは炎尾燃名義〉）
漫画家。試合の解説者（原作では桑原医院長の役所）として登場する。

### スタッフ
- 監督：羽住英一郎（ROBOT）
- 脚本：福田雄一
- 音楽：佐藤直紀
- 主題歌：岡村孝子『夢をあきらめないで』
- 製作：全力学園野球部（映画「逆境ナイン」製作委員会）
  - 日本テレビ
  - ROBOT
  - 小学館（今井田光代、佐藤礼文、立原滉二、由田和人、阿部慶輔、細川祐司、加藤直人、勝山健晴、岩瀬英介、福井達也）
  - 読売テレビ
  - バップ
  - アスミック・エース（太田勝己）
- 宣伝協力： 読売新聞

### エピソード（映画）
- 作中、原作でも登場する「宇宙のどこかで壮大な戦争が起きていることを示唆するセリフ」が映画でも使用されるが、『宇宙戦争』と『スター・ウォーズ エピソード3/シスの復讐』という2つの宇宙戦争をモデルにしたビッグタイトルに挟まれるという“逆境”で映画の興業成績がふるわなかったことになっている。『逆境に吼えろ』内などでも、それをネタとして扱っている。
- 解説役として島本和彦の演じる炎尾燃が登場。炎尾燃は原作者の描く漫画作品『燃えよペン』『吼えろペン』『新・吼えろペン』の主人公で、本作品では作品を越えて特別出演（クロスオーバー）したという形になっている。また炎尾のモデルは島本和彦自身と言われており、島本が炎尾を演じるのは実質的な「本人役での登場」と言える（島本は『燃えよペン』作中でも既に「実写版 炎尾燃」として写真で登場している）。島本は自作『炎の転校生』のアニメ版（1991年）でも「島本」という解説者役を演じており、映画でのこの役所はそのパロディあるいはオマージュとも言える。
- ロケ地を訪問した特撮作品好きな原作者の島本和彦は、玉山鉄二と会う前、所属事務所のスタッフから「玉山に『ガオレンジャー』の話は振らないでください」と念を押されたという（玉山は2001年放送の『百獣戦隊ガオレンジャー』でガオシルバー/大神月麿役）。
- 不屈役の玉山鉄二は、「山下をトラックの交通事故から回避するシーン」で手を負傷してしまい、その後に撮影されたシーンのいくつかでは玉山の手に包帯が巻かれている。『吼えろペン』内などでも、それをネタとして扱っている。
- 古田新太が教師役で出演しておりスタッフロールにも名前があるが、該当シーンがカットされてしまったため本編には登場しない（詳細は不明だが、尺の都合と思われる）。カットされたシーンは後に発売されたDVDの映像特典に収録されている。

### 映画版での戦績
- vs日の出商業 ○9-0 - 練習試合。原作同様不戦勝。
- vs中々学園 ○2-1 - 地区予選初戦。
- vs手抜学園 ○?-? - 地区予選第二回戦。スコア不明。原作でのvs世和井戦にあたる?
- vs日の出商業 ○113x-112 - 地区予選決勝。

### 余談
- 映画音楽はNHK『熱中時間 忙中"趣味"あり』『天才てれびくん』、フジテレビ『ココリコミラクルタイプ』など、様々な場所で使われている。
- 制作は日本テレビだが、一部の出演者と脚本家が共通していたため、フジテレビの『ココリコミラクルタイプ』などでも紹介された。

## ドラマCD
『逆境ナイン ドラマCD 特別編』。2005年発行の小学館サンデーGXコミックス版第6集（特別版・初回限定）に収録された。ダイジェスト「全力学園野球部とキャプテン不屈闘志の奇跡の軌跡」、オリジナルドラマ「さようならサカキバラ! 虎口を逃れて龍穴に入る編」、ボーナストラック「島本和彦のマンガチックにいこう! 逆境ナイン特別編」の3編から成る。
ダイジェストは地区予選優勝直後の月田明子の手記という形で、原作の冒頭から地区予選優勝までの道のりを描いている。特別書き下ろしのイメージソング「炎の笑顔」（作詞：島本和彦、歌：水木一郎）も収録されている。
オリジナルドラマの原案は島本和彦、脚本は座主一剛。地区予選決勝後、湯治に向かった山中でのエピソードを描く。サカキバラが全力学園野球部を辞した本当の理由が語られている。
ボーナストラックはラジオ番組『島本和彦のマンガチックにいこう!』のパロディ版で、実際の番組のパーソナリティの島本和彦とアシスタントのモナミン（渋谷愛奈美）が出演。漫画の登場人物たちからのハガキに島本が答えるという内容。

### オリジナルドラマのあらすじ
地区予選決勝を終え、満身創痍となったナインは疲労を癒すため、校長なじみの温泉に向かう。しかし行った先の温泉は店じまいの後という逆境がナインを襲う。遭難しかけたところを温泉学園高校の面々に救われた部員たちだが、温泉の歓待につい酒を飲んでしまったサカキバラが酔って暴れ出してしまう。翌日、ナインは事件の口止めと引きかえに、温泉学園野球部と商業目的の練習試合をする羽目に。慣れない高山の温泉地での試合に苦しむ全力ナイン。はたしてこの逆境を不屈は乗り越えられるのか？ そして、サカキバラは不祥事を隠し通せるのか!?

### ドラマCDオリジナルの登場人物
登別（のぼりべつ）：声：森久保祥太郎
温泉学園野球部キャプテン。温泉の地の利を活かした戦法で全力ナインを苦しめる。
有馬（ありま）：声：日野由利加
温泉学園高校校長。温泉学園は温泉宿と学校が一体化した総合教育施設であり、校長は女将も兼任している。温和な口ぶりに似合わぬやり手で、サカキバラも一本取られた。校長と同年代だが温泉の薬効で非常に若々しい。

## 舞台作品

### 2001年
2001年8月22日から26日まで、東京・中野のウエストエンドスタジオにて「逆境ナイン！」（感嘆符が付いている）として上演。カプセル兵団企画･製作。吉久直志が脚本・演出を担当する。
主な出演者
| | |
| - 吉久直志 - 田中精 - 福山潤（ぷろだくしょんバオバブ） - 都紀恵 - 牧薫子 - 奈良本和也（アルベルトガーデン） | - 北出浩二（teamSPITFIRE） - 千葉雅栄 - 徳山靖彦（青二プロダクション） - 木原丹 - あまち - 森啓祐 - 瀬戸公雄 |

### 2012年
2012年6月2日から10日まで、東京・池袋のシアターグリーンBIG THREE THEATERにて上演。クリエイティヴ零プロデュース作。吉谷光太郎が脚本・演出を担当する。
主な出演者
| | | |
| - 不屈闘志 - 柄谷吾史 - 月田明子 - 市道真央 - 高田二流 - 小野賢章 - 無敵勇士 - 藤原祐規 - ハギワラ・リョウ - 伊﨑央登 - 源完人 - 太田基裕 - 勝木強 - タイソン大屋 - 星野 - 武原広幸 - 山下鉄男 - 飯泉学 - 大石倉助 - 嶋田真 | - 古家秀明 - 鳥越裕貴 - 山根小太郎 - 山田諒 - 南洋 - 北村健人 - 後藤健 - 堀川剛史 - 新屋敷章 - 土佐和成 - サカキバラ・ゴウ - 熊代悠喜 - 小林孝志 - 中島大地 - 桑原真実子 - 横山可奈子 - 全力学園校長 - 永幡洋 | - 日替わりゲスト - 猫ひろし（6月2日19:00） - 磯貝龍虎（6月3日13:00/18:00） - 伊﨑右典（6月4日19:00） - 早乙女じょうじ（6月5日19:00） - 伊勢大貴（6月6日14:00/19:00） - 北代高士（6月7日19:00） - 井深克彦（6月8日19:00/6月9日14:00） - 岸本卓也（6月9日19:00） - 林明寛（6月10日12:00/17:00） |

## パチスロ
- 『PS逆境ナインGF』三洋物産より2008年10月に5号機として発売。

## コラボレーション
パワプロアプリ、実況パワフルプロ野球サクセススペシャル
逆境ナインの世界を舞台とした『全力学園高校』編を配信。シナリオには逆境ナインの登場人物も登場。
登場高校
- 全力学園高校（桑原も登場するが、シナリオではサクセス選手と月田との間にフラグを立てることも可能、その場合、映画同様の勘違いからデートが始まる）
- 日の出商業高等学校（メンバーは原作のものだが、星野の代打として東郷が、高田のリリーフとして神崎が登場している）
- 強力学園高校（原作同様サクセスの甲子園決勝の相手チーム）
- 駄麻下商業高等学校（ゲーム対戦のチームではなく、シナリオ内のイベントとして登場）
- 黒風高校（ゲーム対戦のチームではなく、シナリオ内のイベントとして登場）
- 温泉学園高校（ゲーム対戦のチームではなく、シナリオ内のイベントとして登場）

## 関連作品
- 無謀キャプテン - 成人し教師になったハギワラが柔道部担当顧問として登場する。
- 男の一枚 レッド・カード - 不屈が全力学園3年野球部キャプテンとしてゲスト出演。
- ゲキトウ - 正式な続編。プロ野球選手となった不屈が描かれている。
- アニメ店長 - 不屈が主人公の旧友として登場し、『逆境ナイン』の販促キャンペーンに協力する。本作品の設定では不屈闘志は（作品世界における）実在の有名人であり、『逆境ナイン』は不屈らを題材に描かれたノンフィクション作品という位置付けになっている。
- 新・吼えろペン - 本作品の映画化の様子が戯画化されて描かれている。
- 逆境に吼えろ - 映画『逆境ナイン』DVD（「全力版」）封入特典で、同人誌『逆境の夏 日本の夏』からの再録。本作品の映画化に至る経緯が描かれている。

### パロディ
- 『神のみぞ知るセカイ』 - テレビアニメ第2期第3話で、不屈闘志に似た「男球」を投げるピッチャーが登場。声は関智一。その時の対戦校は日の出高。
- 『ハヤテのごとく!』 - 単行本1巻の書き下ろし四コマに主人公が影響を受けた漫画として『タッチ』とともに登場（主人公が全力と書かれたユニフォームを着ている）。漫画第417話では、「野球」と「かけがえのない女」を選ぶ二者択一のエピソードのパロディが描かれた。